# Cadran à tronc conique
Le cadran à tronc conique est une variation du cadran à tronc cylindrique.

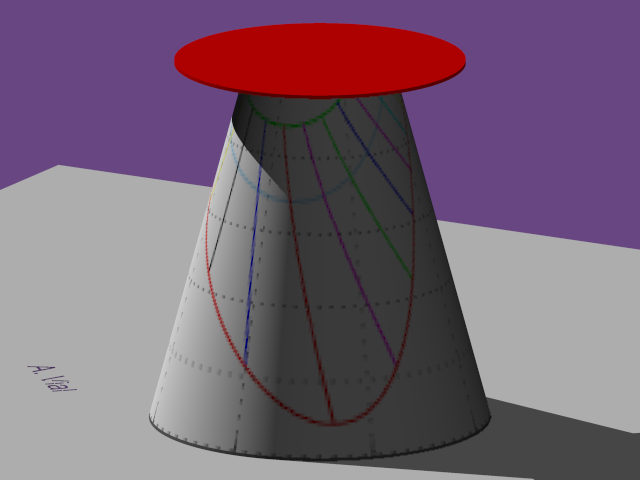
Cadran à tronc cônique

En remplaçant le disque supérieur par une demi-sphère, on obtient un cadran-champignon.

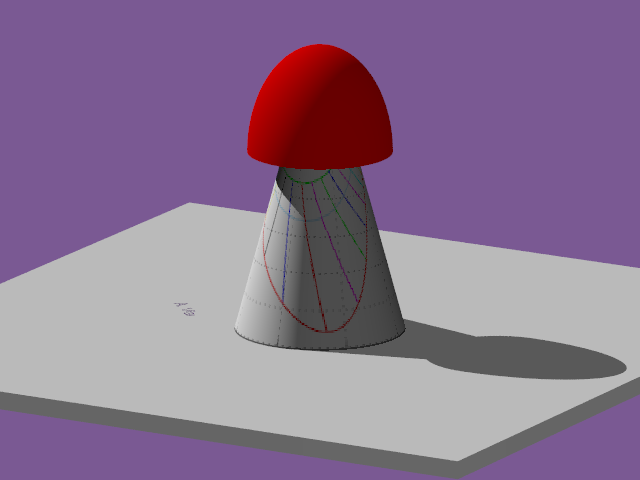
Cadran champignon